# GNU Bison
GNU bison es un programa generador de analizadores sintácticos de propósito general perteneciente al proyecto GNU disponible para prácticamente todos los sistemas operativos, se usa normalmente acompañado de flex aunque los analizadores léxicos se pueden también obtener de otras formas.
Bison convierte la descripción formal de un lenguaje, escrita como una gramática libre de contexto LALR, en un programa en C, C++, o Java que realiza análisis sintáctico. Es utilizado para crear analizadores para muchos lenguajes, desde simples calculadoras hasta lenguajes complejos.  Para utilizar Bison, es necesaria experiencia con la sintaxis usada para describir gramáticas. 
GNU bison tiene compatibilidad con Yacc: todas las gramáticas bien escritas para Yacc, funcionan en Bison sin necesidad de ser modificadas. Cualquier persona que esté familiarizada con Yacc podría utilizar Bison sin problemas.
Bison fue escrito en un principio por Robert Corbett en 1985. Richard Stallman lo hizo compatible con Yacc y Wilfred Hansen de la Carnegie Mellon University añadió soporte para literales multicaracter y otras características.